# Bloque de programación
Un bloque de programación es la disposición de programas en la radio o la televisión de modo que los de un género, tema o público objetivo en particular se agrupen.

## Visión general
Un bloque de programación implica programar una serie de programas relacionados que probablemente atraigan y retengan a una audiencia determinada durante un largo período de tiempo. Ejemplos notables de programación de bloques abiertos fueron la programación «Must See TV» de NBC el jueves por la noche, que incluía dos horas de comedias de situación y una hora de emergencias, y el programa «T4» de Channel 4, que a menudo presentaba comedias de situación como Friends por una hora o más. Las repeticiones en la televisión por cable a menudo se agrupan en bloques similares para llenar varias horas de períodos diurnos generalmente poco vistos. Un bloque de programación particularmente largo, especialmente uno que no se transmite en un horario regular, se conoce como maratón.
Los bloques de programación en la radio también se refiere a la programación de contenido que atrae a varios grupos demográficos en bloques de tiempo, que generalmente corresponden al comienzo o al final de la hora o los períodos de un cuarto de hora. Por ejemplo, se pueden presentar varios géneros musicales, como una hora de música country, un bloque de jazz de tres horas por la tarde o un espectáculo de discoteca de los setenta los sábados por la noche de cuatro horas.
En términos generales, los bloques de programación son un anatema para la radio comercial competitiva moderna, que tradicionalmente usa formatos uniformes, además de un puñado de programas especializados en horas de menor actividad como los fines de semana. La razón general para no usar los bloques de programación es que los oyentes esperan cierto tipo de música cuando sintonizan una estación de radio y romper con ese formato alejará a esos oyentes de la estación; del mismo modo, una estación que transmite su programación en bloques de mezcolanza tendrá dificultades para fidelizar a los oyentes, ya que la música de los oyentes solo estará encendida unas pocas horas al día. Este argumento a favor de la radio homogeneizada también fue una fuerza impulsora detrás de la muerte efectiva de la radio de forma libre a finales del siglo XX. El caso de la radio hablada es indicativo del declive de la programación en bloque: antes de la década de 1980, no era raro mezclar varios bloques de programación hablada en una estación, pero esto ha disminuido drásticamente a fines de la década de 1990 y más allá. Un oyente de una estación de radio de conversación conservadora tendrá poco interés en una radio de conversación progresiva, una radio deportiva o un bloque de conversación en caliente, que llega a un grupo demográfico diferente; históricamente, las estaciones que han intentado la estrategia de bloques no han tenido éxito. La programación en bloque de esta naturaleza está viva y bien en medios como la radio pública (como NPR, BBC o CBC ) y en la radio multicultural que atiende a un amplio público étnico y cultural, aunque incluso en este ámbito la idea de la programación en bloque está disminuyendo debido a concurso por donaciones.
Algunos bloques de programación se han vuelto tan populares que se han transformado en canales completos de 24 horas. Los canales actuales que comenzaron como bloques de programas incluyen TeenNick (originalmente un bloque de programas en Nickelodeon y Noggin); Disney Junior (que todavía es un bloque de programas en Disney Channel); Nick Jr. (que todavía se transmite en Nickelodeon); Boomerang (que alguna vez fue un bloque de programa en Cartoon Network); y PBS Kids, un canal las 24 horas del día, los 7 días de la semana, que las estaciones miembros de PBS pueden ofrecer además de su programación infantil actual en el canal principal de PBS. Además, TV Land transmite programas más antiguos que alguna vez fueron transmitidos en el bloque de programas Nick at Nite del canal hermano Nickelodeon.
Sin embargo, desde la década de 2010, los nuevos bloques de programación se han vuelto raros debido a que la programación se transmite en un formato regular o con poca o ninguna referencia de marca dentro del bloque de programación.